# 1666년
1666년은 금요일로 시작하는 평년이다.

## 연호
- 동녕(東寧) 영력(永曆) 20년
- 청(淸) 강희(康熙) 5년
- 일본(日本) 간분(寛文) 6년
- 후 레 왕조(後黎朝) 까인찌(景治) 4년
- 막 왕조(莫朝) 투언득(順德) 29년

## 기년
- 동녕(東寧) 연평문왕(延平文王) 4년
- 류큐(琉球) 쇼시쓰왕(尚質王) 19년
- 청(淸) 성조 강희제(聖祖 康熙帝) 5년
- 조선(朝鮮) 현종(顯宗) 7년
- 후 레 왕조(後黎朝) 현종(玄宗) 4년

## 사건
- 9월 2일 - 런던 대화재.
- 하멜이 13년간 조선에서 억류생활을 마치고 일본으로 탈출[1]
- 안추원 사건[2]

## 사망
- 1월 20일 - 루이 13세의 왕비, 루이 14세의 모후이자 섭정 안 도트리슈
- 8월 15일 - 아담 샬 폰 벨, 독일의 예수회 선교사이자, 가톨릭 신부